# گنات-شچرباکی
گنات-شچرباکی (به لاتین: Gnaty-Szczerbaki) یک روستا در لهستان است که در گمینا ویننگتسا واقع شده‌است.